# La Venexiana
La Venexiana – włoski zespół wykonujący muzykę dawną, założony przez kontratenora Claudio Cavinę. Nazwa zespołu pochodzi od anonimowej komedii z XVI w. napisanej w języku weneckim. Zespół od 1998 roku nagrywa w hiszpańskim wydawnictwie Glossa Music. Specjalizuje się we włoskiej muzyce renesansowej, m.in. Monteverdiego, Luzzaschiego, Marenziego, Sigismondo d’Indii i Gesualda. W 2008 zespół zakończył edycję wszystkich madrygałów Monteverdiego (łącznie osiem albumów).
Zespół dwukrotnie – w 2001 (za album Il quarto libro di madrigali z utworami Gesualda) i w 2008 (za nagranie Orfeusza Monteverdiego) – otrzymał nagrodę „Gramophone Classical Music Awards” przyznawaną przez czasopismo Gramophone. Ponadto otrzymał wiele innych międzynarodowych nagród muzycznych, m.in. Prix Amadeus (2000), Cannes Clasical Award (2002) czy Grand Prix Du Disque Academie Charles Cross (2003).

## Dyskografia
- 1992 – Luzzasco Luzzaschi: Concerto delle Dame
- 1996 – Marcello: Arias & Duets
- 1997 – Barbara Strozzi: Primo Libro de’ Madrigali (1644)
- 1998 – Amori e Ombre: Duets and Catatas
- 1999 – Handel: The 10 Italian Duets
- 1999 – Claudio Monteverdi, Luca Morenzio, Sigismondo D’India, Luzzasco Luzzaschi: Madrigali
- 1999 – Monteverdi: Settimo Libro di Madrigali
- 1999 – Luzzaschi: Quinto Libro de’ Madrigali
- 1999 – Marenzio: Ninth Book of Madrigals
- 1999 – Sigismondo d’India: Terzo Libro de Madrigali
- 2000 – Gesualdo: Quarto libro de Madrigali
- 2001 – Sigismondo d’India: Primo Libro de Madrigali
- 2001 – Marenzio: Il Sesto Libro de Madrigali
- 2002 – Monteverdi: Terzo Libro
- 2003 – Giaches de Wert: La Gerusalemme Liberata
- 2003 – La Venexiana Live! Madrigals by Claudio Monteverdi
- 2004 – Monteverdi: Quarto Libro dei Madrigali
- 2004 – Monteverdi: Secondo Libro dei Madrigali (1590)
- 2005 – Gesualdo: Quinto Libro di Madrigali (1611)
- 2005 – Monteverdi: Sesto Libro dei Madrigali (1614)
- 2005 – Monteverdi: Ottavo Libra dei Madrigali: Madrigali Geurrieri et Amorosi
- 2007 – Monteverdi: L’Orfeo
- 2007 – Monteverdi: Quinto Libro dei Madrigali
- 2008 – Monteverdi: Primo & Nono Libri dei Madrigali
- 2008 – Monteverdi: Terzo Libro dei Madrigali
- 2008 – Monteverdi: Selva Morale e Spirituale
- 2009 – Monteverdi: Scherzi Musicali
- 2010 – Monteverdi: Il Nerone, ossia L’incoronazione di Poppea
- 2011 – ’Round M: Monteverdi Meets Jazz
- 2011 – Cavalli: Artemisia
- 2012 – Monteverdi: Il ritorno d’Ulisse in Patria
- 2016 – Cavalli: Sospiri d’amore
- 2017 – A due alti: Chamber duets by Bononcini, Steffani, Marcello et al.